# Vuelta a San Juan 2023
39. ročník etapového cyklistického závodu Vuelta a San Juan se konal mezi 22. a 29. srpnem 2023 v argentinském městě San Juan a okolí. Celkovým vítězem se stal Kolumbijec Miguel Ángel López z týmu Team Medellín–EPM. Na druhém a třetím místě se umístili Ital Filippo Ganna (Ineos Grenadiers) a Kolumbijec Sergio Higuita (Bora–Hansgrohe). Závod byl součástí UCI ProSeries 2023 na úrovni 2.Pro.

## Týmy
Závodu se zúčastnilo 7 z 18 UCI WorldTeamů, 5 UCI ProTeamů, 10 UCI Continental týmů a 4 národní týmy. Všechny týmy nastoupily na start s šesti závodníky kromě týmu Trek–Segafredo s pěti jezdci, závod tak odstartovalo 133 jezdců. Do cíle v San Juanu dojelo 104 z nich.
UCI WorldTeamy
- Astana Qazaqstan Team
- Bora–Hansgrohe
- Ineos Grenadiers
- Movistar Team
- Soudal–Quick-Step
- Team DSM
- Trek–Segafredo

UCI ProTeamy
- Eolo–Kometa
- Green Project–Bardiani–CSF–Faizanè
- Israel–Premier Tech
- Team Corratec
- Team TotalEnergies

UCI Continental týmy
- Agrupación Virgen de Fátima–San Juan Biker Motos
- AP Hotels & Resorts–Tavira–SC Farense
- Chimbas Te Quiero
- Equipo Continental Municipalidad de Pocito
- Gremios por el Deporte–Cutral Co
- Municipalidad de Rawson
- Panamá es Cultura y Valores
- Sindicato de Empleados Publicos de San Juan
- Team Banco Guayaquil–Ecuador
- Team Medellín–EPM

Národní týmy
- Argentina
- Chile
- Itálie
- Uruguay

## Trasa a etapy
| Etapa         | Datum         | Trasa                                                   | Vzdálenost    | Typ           | Typ            | Vítěz                    |               |
| ------------- | ------------- | ------------------------------------------------------- | ------------- | ------------- | -------------- | ------------------------ | ------------- |
| 1             | 22. ledna     | San Juan – San Juan                                     | 143,9 km      |               | Rovinatá etapa | Sam Bennett (IRL)        |               |
| 2             | 23. ledna     | Valle Fértil – Jáchal                                   | 201,1 km      |               | Rovinatá etapa | Fabio Jakobsen (NED)     |               |
| 3             | 24. ledna     | Circuito San Juan Villicum – Circuito San Juan Villicum | 170,9 km      |               | Zvlněná etapa  | Quinn Simmons (USA)      |               |
| 4             | 25. ledna     | Circuito San Juan Villicum – Barreal                    | 196,5 km      |               | Rovinatá etapa | Fernando Gaviria (COL)   |               |
|               | 26. ledna     | Den odpočinku                                           | Den odpočinku | Den odpočinku | Den odpočinku  | Den odpočinku            | Den odpočinku |
| 5             | 27. ledna     | Chimbas – Alto Colorado                                 | 173,7 km      |               | Horská etapa   | Miguel Ángel López (COL) |               |
| 6             | 28. ledna     | Velódromo Vicente Chancay – Velódromo Vicente Chancay   | 144,9 km      |               | Rovinatá etapa | Sam Welsford (AUS)       |               |
| 7             | 29. ledna     | San Juan – San Juan                                     | 112 km        |               | Rovinatá etapa | Sam Welsford (AUS)       |               |
| Celková délka | Celková délka | 1143 km                                                 | 1143 km       | 1143 km       | 1143 km        | 1143 km                  |               |

## Průběžné pořadí
| Etapa          | Vítěz              | Celkové pořadí     | Vrchařská soutěž  | Sprinterská soutěž  | Soutěž mladých jezdců | Soutěž týmů        |
| -------------- | ------------------ | ------------------ | ----------------- | ------------------- | --------------------- | ------------------ |
| 1              | Sam Bennett        | Sam Bennett        | Christofer Jurado | Leonardo Cobarrubia | Tobias Lund Andresen  | Bora–Hansgrohe     |
| 2              | Fabio Jakobsen     | Sam Bennett        | Tomas Contte      | Gerardo Tivani      | Tobias Lund Andresen  | Team DSM           |
| 3              | Quinn Simmons      | Sam Bennett        | Tomas Contte      | Daniel Juarez       | Tobias Lund Andresen  | Bora–Hansgrohe     |
| 4              | Fernando Gaviria   | Fernando Gaviria   | Manuele Tarozzi   | Gerardo Tivani      | Tobias Lund Andresen  | Team TotalEnergies |
| 5              | Miguel Ángel López | Miguel Ángel López | Manuele Tarozzi   | Gerardo Tivani      | Matthew Riccitello    | Ineos Grenadiers   |
| 6              | Sam Welsford       | Miguel Ángel López | Manuele Tarozzi   | Gerardo Tivani      | Matthew Riccitello    | Ineos Grenadiers   |
| 7              | Sam Welsford       | Miguel Ángel López | Manuele Tarozzi   | Gerardo Tivani      | Matthew Riccitello    | Ineos Grenadiers   |
| Konečné pořadí | Konečné pořadí     | Miguel Ángel López | Manuele Tarozzi   | Gerardo Tivani      | Matthew Riccitello    | Ineos Grenadiers   |

## Konečné pořadí
| Legenda | Legenda                            | Legenda | Legenda                               |
| ------- | ---------------------------------- | ------- | ------------------------------------- |
|         | Označuje lídra celkového pořadí    |         | Označuje lídra vrchařské soutěže      |
|         | Označuje lídra sprinterské soutěže |         | Označuje lídra soutěže mladých jezdců |

### Celkové pořadí
| Pořadí | Jezdec                   | Tým                                         | Čas         |
| ------ | ------------------------ | ------------------------------------------- | ----------- |
| 1      | Miguel Ángel López (COL) | Team Medellín–EPM                           | 25h 40' 57" |
| 2      | Filippo Ganna (ITA)      | Ineos Grenadiers                            | + 30"       |
| 3      | Sergio Higuita (COL)     | Bora–Hansgrohe                              | + 44"       |
| 4      | Einer Rubio (COL)        | Movistar Team                               | + 50"       |
| 5      | Brandon Rivera (COL)     | Ineos Grenadiers                            | + 1' 01"    |
| 6      | Nicolás Paredes (COL)    | Sindicato de Empleados Publicos de San Juan | + 1' 19"    |
| 7      | Remco Evenepoel (BEL)    | Soudal–Quick-Step                           | + 1' 19"    |
| 8      | Kevin Vermaerke (USA)    | Team DSM                                    | + 1' 30"    |
| 9      | Matthew Riccitello (USA) | Israel–Premier Tech                         | + 1' 41"    |
| 10     | Quinn Simmons (USA)      | Trek–Segafredo                              | + 1' 46"    |

### Vrchařská soutěž
| Pořadí | Jezdec                        | Tým                                         | Body |
| ------ | ----------------------------- | ------------------------------------------- | ---- |
| 1      | Manuele Tarozzi (ITA)         | Green Project–Bardiani–CSF–Faizanè          | 24   |
| 2      | Christofer Jurado (PAN)       | Panamá es Cultura y Valores                 | 19   |
| 3      | Juan Pablo Dotti (ARG)        | Sindicato de Empleados Publicos de San Juan | 14   |
| 4      | Miguel Ángel López (COL)      | Team Medellín–EPM                           | 10   |
| 5      | Filippo Ganna (ITA)           | Ineos Grenadiers                            | 8    |
| 6      | Marcos Omar Mendez (ARG)      | Argentina                                   | 8    |
| 7      | Sergio Higuita (COL)          | Bora–Hansgrohe                              | 6    |
| 8      | Stefano Gandin (ITA)          | Team Corratec                               | 6    |
| 9      | Emiliano Contreras (ARG)      | Chimbas Te Quiero                           | 4    |
| 10     | Leandro Carlos Messineo (ARG) | Chimbas Te Quiero                           | 4    |

### Sprinterská soutěž
| Pořadí | Jezdec                   | Tým                                              | Body |
| ------ | ------------------------ | ------------------------------------------------ | ---- |
| 1      | Gerardo Tivani (ARG)     | Agrupación Virgen de Fátima–San Juan Biker Motos | 19   |
| 2      | Emiliano Contreras (ARG) | Chimbas Te Quiero                                | 9    |
| 3      | Laureano Rosas (ARG)     | Gremios por el Deporte–Cutral Co                 | 7    |
| 4      | Juan Pablo Dotti (ARG)   | Sindicato de Empleados Publicos de San Juan      | 5    |
| 5      | Mathias Vacek (CZE)      | Trek–Segafredo                                   | 5    |
| 6      | Quinn Simmons (USA)      | Trek–Segafredo                                   | 3    |
| 7      | Jens Reynders (BEL)      | Israel–Premier Tech                              | 3    |
| 8      | Óscar Sevilla (ESP)      | Team Medellín–EPM                                | 2    |
| 9      | Manuele Tarozzi (ITA)    | Green Project–Bardiani–CSF–Faizanè               | 2    |
| 10     | Emiliano Ibarra (ARG)    | Gremios por el Deporte–Cutral Co                 | 2    |

### Soutěž mladých jezdců
| Pořadí | Jezdec                         | Tým                                | Čas         |
| ------ | ------------------------------ | ---------------------------------- | ----------- |
| 1      | Matthew Riccitello (USA)       | Israel–Premier Tech                | 25h 42' 38" |
| 2      | Quinn Simmons (USA)            | Trek–Segafredo                     | + 5"        |
| 3      | Vicente Rojas (CHI)            | Chile                              | + 31"       |
| 4      | Mathias Vacek (CZE)            | Trek–Segafredo                     | + 2' 40"    |
| 5      | Marco Brenner (GER)            | Team DSM                           | + 7' 29"    |
| 6      | Tobias Lund Andresen (DEN)     | Team DSM                           | + 9' 04"    |
| 7      | Vinícius Rangel Costa (BRA)    | Movistar Team                      | + 12' 24"   |
| 8      | Rodrigo Daniel Díaz (ARG)      | Municipalidad de Rawson            | + 19' 42"   |
| 9      | Hector Exequiel Quintana (CHI) | Chile                              | + 26' 52"   |
| 10     | Iker Bonillo (ESP)             | Green Project–Bardiani–CSF–Faizanè | + 27' 40"   |

### Soutěž týmů
| Pořadí | Tým                                         | Čas         |
| ------ | ------------------------------------------- | ----------- |
| 1      | Ineos Grenadiers                            | 77h 05' 22" |
| 2      | Movistar Team                               | + 2' 20"    |
| 3      | Team Medellín–EPM                           | + 3' 04"    |
| 4      | Soudal–Quick-Step                           | + 4' 05"    |
| 5      | Green Project–Bardiani–CSF–Faizanè          | + 5' 21"    |
| 6      | Astana Qazaqstan Team                       | + 6' 02"    |
| 7      | Team TotalEnergies                          | + 7' 26"    |
| 8      | Trek–Segafredo                              | + 7' 32"    |
| 9      | Sindicato de Empleados Publicos de San Juan | + 10' 35"   |
| 10     | Bora–Hansgrohe                              | + 14' 41"   |